# Miguel de Unamuno

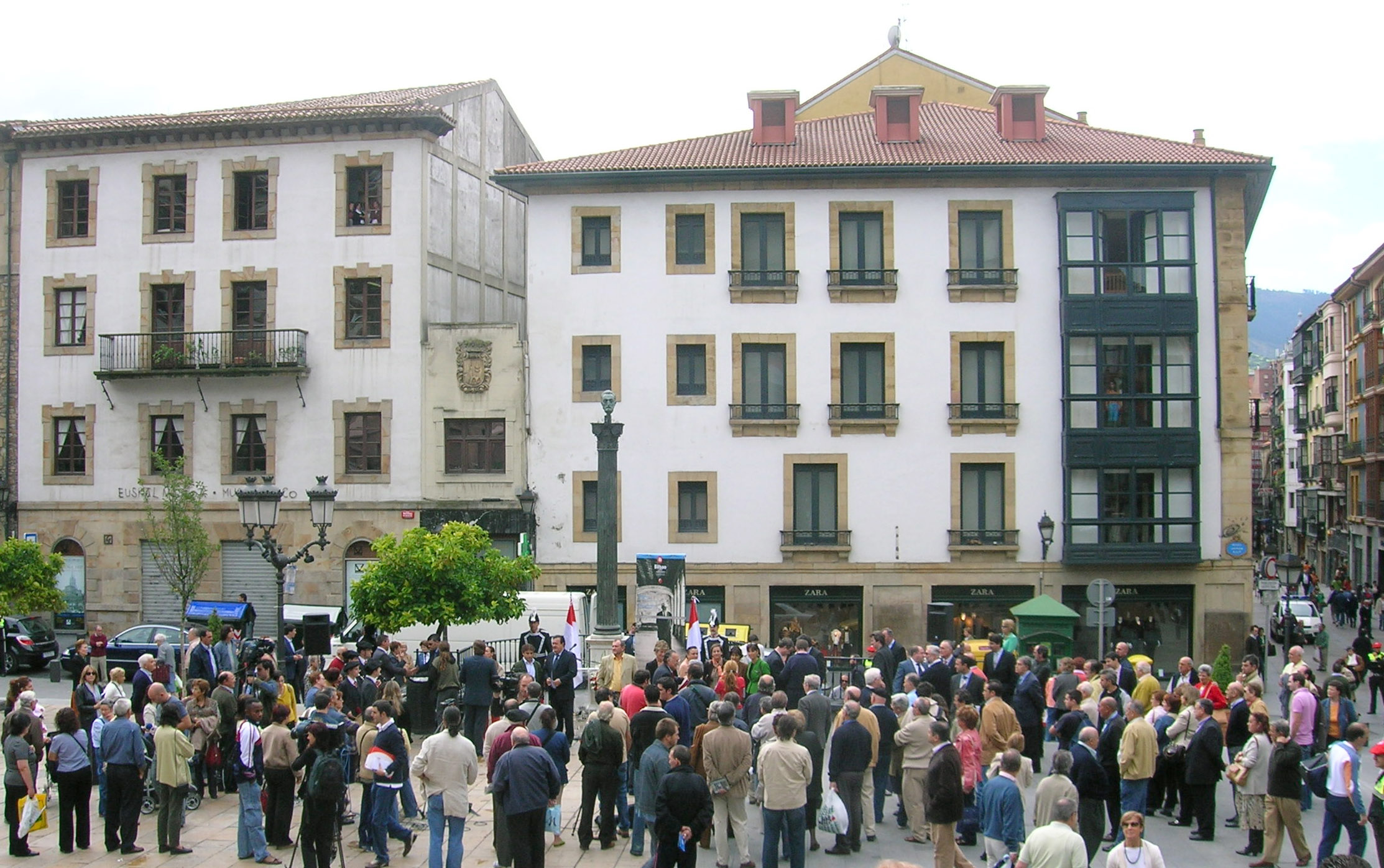
Praça Miguel de Unamuno, no seu bairro natal de Bilbau

Miguel de Unamuno y Jugo (Bilbau, 29 de setembro de 1864 – Salamanca, 31 de dezembro de 1936) foi um ensaísta, romancista, dramaturgo, poeta e filósofo espanhol.[carece de fontes?] Foi também deputado por Salamanca nas cortes constituintes de 1931 a 1933. É o principal representante espanhol do existencialismo cristão, sendo conhecido principalmente por sua obra “O sentimento trágico da vida”, que lhe valeu a condenação do Santo Ofício. Foi reitor da Universidade de Salamanca três vezes; a primeira entre 1902 e 1914. A segunda vez em 18 de abril de 1931, reforçado com o título de reitor vitalício em 1934 tendo sido destituído do cargo em agosto de 1936, já em plena Guerra Civil, por ordem do governo republicano de Manuel Azaña, devido às suas críticas ao regime republicano e à sua simpatia pelos militares franquistas. A terceira entre 1 de setembro de 1936, por um mês tendo sido nomeado e destituido pelo General Franco.

## Biografia
Nasceu na rua Ronda do bairro do Casco Viejo de Bilbau, sendo o terceiro filho do comerciante Félix de Unamuno Larraza e de sua sobrinha, Salomé Jugo Unamuno. Ao concluir seus estudos fundamentais, testemunha o assédio da sua cidade durante a Terceira Guerra Carlista, o que refletirá em seu primeiro romance, “Paz na guerra”.
É considerado como a figura mais completa da "Geração de 98", um grupo constituído por nomes como Antonio Machado, Azorín, Pío Baroja, Valle-Inclán, Ramiro de Maeztu e Angel Ganivet, entre outros.
Estudou na Universidade Central de Madri, onde concluiu o curso de filosofia e letras em 1883. No ano seguinte, obteve seu doutorado com uma tese sobre a língua basca: “Crítica del problema sobre el origen y prehistoria de la raza vasca”, na qual antecipava suas ideias sobre a origem dos bascos — contrárias àquelas que nos anos seguintes irão alimentar o nacionalismo basco, fundado pelos irmãos Arana Goiri, que defenderão uma "raça basca" (no sentido de etnia) não contaminada por outras.
Em 1891 obteve a cátedra de grego na Universidade de Salamanca. Em 1900, com apenas 36 anos de idade, é nomeado reitor, cargo que exerceria por mais duas vezes.
Conhecido também pelos sucessivos ataques à monarquia de Afonso XIII de Espanha, viveu no exílio, de 1926 a 1930, primeiro nas ilhas Canárias e depois na França, de onde só voltou depois da queda do general Primo de Rivera. Mais tarde o general Francisco Franco, cujo golpe Unamuno inicialmente apoiara, afastou-o novamente da vida pública, devido a críticas duras feitas pelo filósofo ao general Millán-Astray. Unamuno vai passar os seus últimos dias de vida em prisão domiciliar, na cidade de Salamanca.

### O incidente na Universidade de Salamanca
O incidente ocorreu em 12 de outubro de 1936, passados apenas três meses desde o início da guerra civil, durante o ato de abertura do ano letivo no salão nobre da universidade, ato presidido por Unamuno, na condição de reitor da referida instituição.
Unamuno apoiava Franco porque considerava necessário levar ordem à anarquia criada pela Frente Popular, e naquele dia ele representava o general Franco no evento. O governo republicano liderado por Manuel Azaña Díaz havia retirado a Unamuno a qualidade de reitor perpétuo da Universidade de Salamanca e o governo franquista tinha-o reconduzido.
Em certo momento, um dos oradores (Francisco Maldonado de Guevara) lançou um candente ataque contra a Catalunha e o País Basco, qualificando-os de "anti-Espanha e de tumores no sadio corpo da nação" e asseverando que "o fascismo redentor da Espanha saberá como exterminá-los, cortando na própria carne, como um decidido cirurgião, livre de falsos sentimentalismos". Concluiu elogiando o papel do exército, que se havia empenhado numa nova e verdadeira cruzada nacional e afirmando que catalães e bascos "exploradores do homem e do nome da Espanha […] estão vivendo até agora, em meio a este mundo necessitado e miserável do pós-guerra, em um paraíso de fiscalidade e de altos salários, às custas do povo espanhol".
Em sequência, alguém na plateia teria gritado o lema da Falange — "Viva la muerte!" — ao que Milán-Astray, general falangista também presente ao ato, respondeu com um costumeiro repto: "Espanha!". A plateia respondeu "Unida!". Ele repetiu "Espanha!" e a massa replicou "Grande!". Millán-Astray exclamou pela terceira vez "Espanha!" e a multidão gritou "Livre!". Nesse ponto um grupo uniformizado com camisas azuis da Falange entrou no recinto e fez uma saudação oficial — braço direito ao alto — ao retrato de Franco pendente em uma parede.
Não se tem registro escrito do exato conteúdo da intervenção de Unamuno que sucedeu a esses fatos. O que existe são várias reconstruções. Uma das mais extensas é a versão de Luis Gabriel Portillo, publicada na revista Horizon em 1941. Segundo essa versão, a reação de Unamuno foi a seguinte:
| “ | Um indignado Unamuno, que até então havia se mantido em silêncio, levantou-se e pronunciou um apaixonado discurso: «Estais esperando que vos fale. Conheceis-me bem e sabeis que sou incapaz de permanecer em silêncio. Às vezes, permanecer calado equivale a mentir porque o silêncio pode ser interpretado como aquiescência. Quero fazer alguns comentários ao discurso — se posso chamá-lo assim — do professor Maldonado, que se encontra entre nós. Falou-se aqui da guerra internacional em defesa da civilização cristã; eu mesmo já fiz isso em outras oportunidades. Mas não, a nossa é tão somente uma guerra incivil. Vencer não é convencer, e há, sobretudo, que convencer. O ódio — que não deixa lugar à compaixão — não pode convencer. Um dos oradores aqui presentes é catalão, nascido em Barcelona e está aqui para ensinar a doutrina cristã, que vós não quereis conhecer. Eu mesmo nasci em Bilbao e passei a minha vida ensinando a língua espanhola, a qual desconheceis […] Deixarei de lado a ofensa pessoal que se deduz da repentina explosão contra bascos e catalães, chamando-os de anti-Espanha até porque com a mesma razão poderiam eles dizer o mesmo.» Nesse ponto, o general Millán-Astray (que nutria um profundo sentimento de inimizade por Unamuno), começou a gritar: «Posso falar? Posso falar?». E, em altos brados, reforçou: «A Catalunha e o País Basco são dois cânceres no corpo da nação! O fascismo, remédio da Espanha, vem para exterminá-los cortando na carne viva como um frio bisturi!». Alguém do público tornou a gritar «Viva a morte!» No silêncio mortal que se seguiu, os olhos todos se voltaram para Unamuno, que continuou: «Acabo de ouvir o necrófilo e insensato grito de "Viva a morte!". Isto me parece o mesmo que "Morte à Vida". E eu, que passei minha vida compondo frases paradoxais que despertavam a ira dos que não as compreendiam, devo dizer, como especialista na matéria, que esta me parece ridícula e repelente. Como foi proclamada em homenagem ao último orador, entendo que a ele é dirigida, se bem que de forma excessiva e tortuosa, como testemunho de que ele mesmo é um símbolo da morte. O general Milan-Astray é um inválido. Não é necessário dizer isso com um acento pejorativo pois é, de fato, um inválido de guerra. Cervantes também o foi. Mas extremos não servem como norma. Desgraçadamente na Espanha atual há demasiados mutilados. Atormenta-me pensar que o general Millán-Astray possa ditar as normas da psicologia das massas. De um mutilado que careça da grandeza espiritual de Cervantes, que era um homem viril e completo apesar de suas mutilações, de um inválido que não tenha essa superioridade de espírito, é de se esperar que encontre um terrível alívio vendo multiplicar-se os mutilados ao seu redor. O general Millán-Astray deseja criar uma nova Espanha, criação negativa, sem dúvida, posto que a sua própria imagem.» Nesse momento Millán-Astray exclama irritado «Morra a intelectualidade traidora! Viva a morte!». Unamuno, sem intimidar-se, continua: «Este é o templo da inteligência e eu sou seu sumo sacerdote! Vós estais profanando este sagrado recinto. Tenho sempre sido, digam o que digam, um profeta de meu próprio país. Vencereis porque tendes sobrada força bruta. Mas não convencereis porque para convencer há que persuadir. E para persuadir lhes falta algo que não tendes: razão e direito. Mas me parece inútil cogitar de que pensais na Espanha». Após essa manifestação, estando o público assistente encolerizado contra Unamuno e lançando-lhe todo o tipo de insultos, alguns oficiais sacaram suas pistolas, mas graças à intervenção da esposa de Franco, Carmen Polo, que se agarrou a seu braço, pôde Unamuno retirar-se do recinto. | ” |

Nesse mesmo dia, o Conselho Municipal decretou a expulsão de Unamuno. O proponente, conselheiro Rubio Polo, solicitou a medida sob o argumento de que «[…] a Espanha, afinal, apunhalada traiçoeiramente pela pseudointelectualidade liberal-maçônica cuja vida e pensamento […] só na vontade de vingança se manteve firme, em tudo o mais foi sinuosa e oscilante, não teve critérios, somente paixões […]».
Em outubro de 1936, Franco assina o decreto de destituição de Unamuno como reitor da Universidade de Salamanca.

### Contestação da versão tradicional do incidente na Universidade de Salamanca
O historiador Severiano Delgado, bibliotecário da Universidade de Salamanca argumenta que a descrição do confronto verbal entre Millán-Astray e Unamuno em 1936 foi muito deturpado por Luis Gabriel Portillo, que foi quem teria inventado as famosas frases "Morra a inteligência!" e "Vencereis, mas não convencereis", proferidas por Millán-Astray e Unamuno, respetivamente. Luis Portillo foi professor de direito da Universidade de Salamanca, amigo de Unamuno e vice-ministro da Justiça do governo republicano, mas não presenciou o incidente. Em 1941, Portillo publicou na revista literária britânica Horizon um artigo intitulado “Unamuno's Last Lecture”, provavelmente com a ajuda George Orwell. O livro de Severiano Delgado, intitulado Arqueologia do mito: o ato de 12 de outubro de 1936 no paraninfo da Universidade de Salamanca, visa demonstrar como o mito propagandístico foi construído sobre o confronto ocorrido naquele dia entre Miguel de Unamuno e o general Millán-Astray.
| “ | O que Portillo fez foi criar uma espécie de drama litúrgico, onde você tem um anjo e um demônio confrontando-se. Acima de tudo, o que ele queria era simbolizar o mal — fascismo, militarismo, brutalidade — através de Millán-Astray, e colocá-lo contra os valores democráticos dos republicanos — liberalismo e bondade — representados por Unamuno. Portillo não tinha intenção de enganar ninguém; foi simplesmente uma evocação literária. | ” |
|   | — Severiano Delgado . |   |

Unamuno tomou a palavra, não para confrontar Millán-Astray, mas para responder a um discurso anterior do professor de literatura Francisco Maldonado, que havia identificado a Catalunha e o País Basco com a "anti-Espanha". Unamuno que era basco, sentiu-se ofendido com esse discurso, mas, ao dirigir-se à plateia, tomou como exemplo o caso de José Rizal, um nacionalista filipino que durante o final do período colonial espanhol das Filipinas foi executado pelo governo colonial espanhol por crime de rebelião após a Revolução Filipina. Millán-Astray que havia lutado nas Filipinas ficou incomodado com essa referência a José Rizal e teria gritado "Morram os intelectuais traidores!".
Como prova de que esse incidente não passou de uma mera troca acesa de palavras, a reprodução da fotografia que serve de capa para a edição de livro mostra Millán-Astray e Miguel de Unamuno, à saída do evento, despedindo-se amigavelmente na presença do bispo Pla, sorrindo e sem tensão entre eles. A foto foi descoberta em 2018 na Biblioteca Nacional e fazia parte da crônica do ato que o jornal “O Avanço de Salamanca” publicou no dia seguinte, 13 de outubro de 1936.
Ainda de acordo com Delgado, o relato de Portillo sobre o discurso de Unamuno ficou famoso quando um então ainda muito jovem historiador britânico, Hugh Thomas, com apenas 30 anos, o encontrou em uma antologia da Horizon enquanto trabalhava no seu livro “A Guerra Civil Espanhola”, e erroneamente o tomou como fonte primária.
Em outubro de 2011, Unamuno foi reconduzido postumamente ao cargo.

## Livros traduzidos para português
- A Agonia do cristianismo. Lisboa: Cotovia, 1991.
- Abel Sanches - uma história de paixão. São Paulo: Editora Record, 2004.
- O Sentimento trágico da vida. Lisboa: Relógio D'água, 1988. São Paulo: Martins Editora, 1996.
- Epistolário Ibérico. Lisboa: Assírio e Alvim, 1986.
- Epistolário português de Unamuno. Lisboa: Calouste-Gulbenkian, 1978.
- Névoa. Lisboa: Vega, 1996. / Rio de Janeiro: Nova Fronteira, 1989. / São Paulo: Estação Liberdade, 2012.
- Por terras de Portugal e Espanha. Lisboa: Assírio e Alvim, 1989.
- São Manuel Bueno, Mártir. Porto Alegre: L&PM, 2000.
- Um Homem. Lisboa: Europa-América, 2003.
- Como se faz uma novela. Curitiba: Editora UFPR, 2017. ISBN 9788584800377
- Amor e pedagogia. Rio de Janeiro: 7Letras, 2021.